# Auxance
L'Auxance ou Auxances est une rivière française, affluent du Clain en rive gauche, et donc sous-affluent de la Loire, par le Clain et la Vienne. Elle traverse les départements des Deux-Sèvres et de la Vienne, en région Nouvelle-Aquitaine.

## Géographie
De 61,6 km de longueur, l'Auxance prend sa source dans les Deux-Sèvres, à 200 mètres du Terrier de Saint-Martin 273 m d'altitude, point culminant du département des Deux-Sèvres, à quelques kilomètres au sud-est de Parthenay, sur le territoire de Saint-Martin-du-Fouilloux, à 272 m d'altitude, et prend d'emblée la direction de l'est.
L'intégralité de son parcours est dirigé vers l'est.
Elle se jette dans le Clain un peu en aval (au nord) de Poitiers, à Chasseneuil-du-Poitou (Futuroscope), à 67 m d'altitude. La rivière baigne notamment Vouillé.

### Communes traversées
Dans les deux départements des Deux-Sèvres et de la Vienne, l'Auxance traverse les dix communes suivantes, dans cinq cantons, dans le sens amont vers aval, Saint-Martin-du-Fouilloux (source), Vasles, Ayron, Latillé, Chiré-en-Montreuil, Vouillé, Quinçay, Vouneuil-sous-Biard, Migné-Auxances, Chasseneuil-du-Poitou (confluence).

### Bassin versant
L'Auxance traverse les trois zones hydrographiques « l'Auxances de sa source à la Vandelogne (NC) », (L242), « la Vandelogne & ses affluents », (L243), « l'Auxances de la Vandelogne (NC) au Clain (NC) », (L244), de 327 km2 de superficie. Ce bassin versant est constitué à 80,13 % de « territoires agricoles », à 14,13 % de « forêts et milieux semi-naturels », à 5,75 % de « territoires artificialisés »,.

### Organisme gestionnaire
L'organisme gestionnaire est le Seegav ou Syndicat intercommunal d'études, d'entretien et de gestion des bassins versants de l'Auxances et de la Vendelogne, basé à Vouillé.

## Affluents
- le ruisseau de Magot (rg[note 2]), 7 km sur les trois communes de Saint-Martin-du-Fouilloux (source), La Ferrière-en-Parthenay, Vasles (confluence).
- la Vandelogne ou Vendelogne (rg), 29,4 km sur sept communes avec deux affluents[4] donc de rang de Strahler deux.

### Rang de Strahler
Le rang de Strahler de l'Auxance est donc de trois par la Vandelogne.

## Hydrologie
L'Auxance est une rivière moyennement abondante. Son régime hydrologique est dit pluvial.

### L'Auxance à Quinçay
Son débit a été observé durant une période de 38 ans (1968-2005), à Quinçay, localité du département de la Vienne située peu avant son confluent avec le Clain. La surface étudiée est de 277 km2, soit plus de 84,4 % de la totalité du bassin versant de la rivière, de 327 km2.
Le module de la rivière à Quinçay est de 1,52 m3/s.
L'Auxances présente des fluctuations saisonnières de débit moyennes. Les hautes eaux se déroulent en hiver et au début du printemps, et se caractérisent par des débits mensuels moyens oscillant entre 1,89 et 3,07 m3/s, de décembre à avril inclus (avec un maximum très net en janvier et surtout en février). À partir du mois de mars cependant, le débit baisse progressivement jusqu'aux basses eaux d'été qui ont lieu de juillet à septembre inclus, entraînant une  baisse du débit mensuel moyen allant jusqu'au plancher de 0,514 m3/s au mois d'août, ce qui reste assez consistant. Mais ces moyennes mensuelles cachent des fluctuations plus prononcées sur de courtes périodes ou selon les années.

### Étiage ou basses eaux

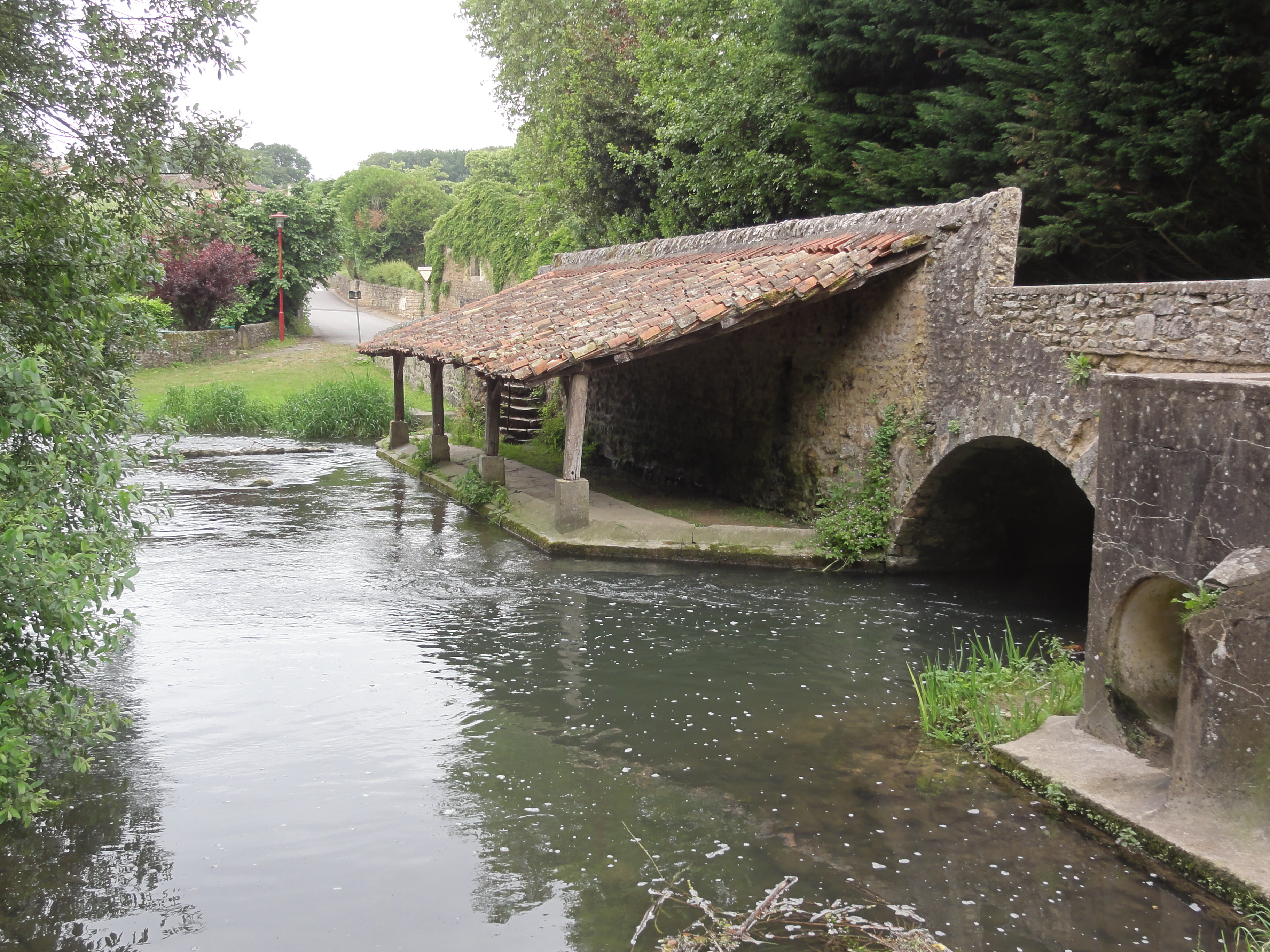
Pont et lavoir sur l'Auxance à Quinçay.

Aux étiages, le VCN3 peut chuter jusque 0,089 m3/s (89 litres par seconde), ce qui devient relativement sévère pour ce cours d'eau. Ce fait est fréquent parmi les rivières de plaine du bassin versant de la Loire.

### Crues
Les crues, quant à elles, sont plutôt modérées, compte tenu de la petitesse du bassin versant et relativement à la majorité des cours d'eau du bassin de la Loire et de la Vienne en particulier. Les QIX 2 et QIX 5 valent respectivement 11 et 17 m3/s. Le QIX 10 est de 21 m3/s, le QIX 20 de 25 m3/s, tandis que le QIX 50 se monte à 30 m3/s.
Le débit instantané maximal enregistré à Quinçay a été de 27,50 m3/s le 1er janvier 1988, tandis que la valeur journalière maximale était de 22,3 m3/s le 24 janvier 1995 de la même année. Si l'on compare la première de ces valeurs à l'échelle des QIX de la rivière, l'on constate que cette crue était intermédiaire entre les crues vicennale et cinquantennale définies par les QIX 20 et QIX 50, et donc destinée à se répéter en moyenne tous les 35-40 ans environ. La hauteur maximale instantanée a été de 1 650 mm le 23 janvier 1995, ou 1,65 m.

### Lame d'eau et débit spécifique
L'Auxances est une rivière modérément abondante. La lame d'eau écoulée dans son bassin versant est de 174 millimètres annuellement, ce qui est nettement inférieur à la moyenne d'ensemble de la France, et aussi à la moyenne du bassin de la Loire (plus ou moins 245 millimètres par an et de la Vienne (319 millimètres par an). C'est également inférieur au bassin du Clain (233 millimètres par an). Le débit spécifique (ou Qsp) atteint 5,5 litres par seconde et par kilomètre carré de bassin.